# Ortographia polska
Ortographia polska (lub Ortografija polska) – prozatorski traktat filologiczny Jana Kochanowskiego, opublikowany po raz pierwszy w 1592 (a więc już po śmierci autora) we Lwowie, jako część podręcznika do gramatyki Methodicae grammaticae libri quatuor Jana Ursinusa. Kolejne, pełniejsze, wydanie utworu ukazało się dwa lata później w Krakowie w zbiorze Nowy karakter polski z podobnymi traktatami innych autorów.
Powstanie utworu inspirowane było prawdopodobnie dyskusjami na temat pisowni w języku polskim, które odbywały się na dworze króla Zygmunta Augusta. 
Ortographię polską chwalili m.in. Szymon Szymonowic i Jan Zamoyski.